# Drago Šoštarič
Drago Šoštarič, slovenski telovadec, * 31. december 1942, Maribor.
Šoštarič je za Jugoslavijo nastopil na Poletnih olimpijskih igrah 1972 v Münchnu, kjer je tekmoval v osmih disciplinah, najboljši rezultat pa dosegel z 12. mestom v ekipnem mnogoboju.
Leta 1971 je kot član atletske reprezentance Jugoslavije na sredozemskih igrah v Izmirju, kjer je Jugoslavija osvojila ekipno prvo mesto, v mnogoboju dosegel sedmo mesto, na drogu četrto mesto in na konju z ročaji peto mesto. Leta 1974 je nastopil na svetovnem prvenstvu v Varni.